# Värnamo Stadshus AB
Värnamo Stadshus AB är ett svenskt förvaltningsbolag som agerar moderbolag för de verksamheter som Värnamo kommun har valt att driva i aktiebolagsform. Bolaget ägs helt av kommunen.

## Bolag
Källa: 
- Finnvedsbostäder Aktiebolag
- Värnamo Energi Aktiebolag
  - Värnamo Elnät Aktiebolag
  - Värnamo Energi Produktion AB
- Värnamo Kommunala Industrifastigheter Aktiebolag